# Mohamed Ouamar Ghrib
Mohamed Ouamar Ghrib (24 gennaio 1960) è un ex calciatore algerino, di ruolo centrocampista.

## Carriera
Ha rappresentato la Nazionale algerina alla Coppa d'Africa 1980 e alle Olimpiadi dello stesso anno, collezionando una presenza.